# Max Carver
Max Carver, född 1 augusti 1988, är en amerikansk skådespelare. Han är mest känd för sin roll som Preston Scavo i TV-serien Desperate Housewives. Hans tvillingbror är Charlie Carver. Max och hans enäggstvillingbror Charlie har olika födelsedagar, Charlie föddes den 31 juli och Max föddes sju minuter senare den 1 augusti.

## Filmografi
| 2008–2012                     | Desperate Housewives      | Preston Scavo | 40 avsnitt                      |      |               |  |  |
| 2009                          | The Office                | Eric          | Avsnitt 6.01 "Gossip"           |      |               |  |  |
| 2010                          | Cliffhanger               | Charlie       | Kortfilm                        |      |               |  |  |
| 2010                          | Lycka till Charlie!       | Brad          | Avsnitt 1.04 "Double Whammy"    |      |               |  |  |
| 2012                          | Haven's Point             | Kevin         | Kortfilm                        |      |               |  |  |
| 2012                          | Victorious                | Evan Smith    | Avsnitt 4.02 "The Blonde Squad" |      |               |  |  |
| 2012                          | Halo 4: Forward Unto Dawn | Cadmon Lasky  | Webbserie                       |      |               |  |  |
| 2012                          | NTSF:SD:SUV               | Thad          | Avsnitt 2.01 "16 Hop Street"    |      |               |  |  |
| 2013–2015                     | Teen Wolf                 | Aiden         | tv-film                         | 2013 | Mantervention |  |  |
| Dean Slater: Resident Advisor | Pissed off guy            |               |                                 | 2013 |               |  |  |
| Undiscovered Gyrl             | Rory                      |               |                                 | 2013 |               |  |  |
| 2014                          | The Leftovers             | Adam Frost    | TV-film                         |      |               |  |  |
| 2022                          | The Batman                | Dörrvakt      |                                 |      |               |  |  |